# Miguel Zacarías Nogaim
Miguel Zacarías Nogaim (Ciutat de Mèxic, 19 de març de 1905 — Cuernavaca, Morelos, 20 d'abril de 2006) va ser un director, productor i escriptor de cinema mexicà.

## Trajectòria
Fill de pares libanesos. Va realitzar els seus estudis amb els maristes a Mèxic, Estats Units i Líban. El 1931 va viatjar a Nova York per estudiar art dramàtic a la Universitat de Colúmbia, composició fotogràfica i direcció. Un any més tard, al seu retorn a Mèxic, va fundar, amb el seu germà, la companyia Latin Films. Va ser un dels pioners del cinema sonor mexicà. Va començar la seva carrera com a director de cinema el 1933. Des dels primers anys de la seva carrera va desenvolupar una reputació per a reconèixer i trobar nous talents de l'actuació, arribant a impulsar les carreres d'alguns dels més notables actors de Mèxic, incloent entre ells Pedro Armendáriz a Rosario, María Félix a El Peñón de las Ánimas, Marga López, Esther Fernández i Manuel Medel.
Pel seu treball se'l considera un dels més importants cineastes de l'Època d'Or del cinema mexicà. El 1961 va participar al 2n Festival Internacional de Cinema de Moscou amb Juana Gallo.
Va ser el 1986 quan per última vegada va participar en la filmació d'una pel·lícula. Una vegada retirat de la indústria cinematogràfica es va dedicar a escriure. La seva obra, en la majoria inèdita, abasta diversos gèneres literaris, entre ells poesia, novel·la, assaig polític, assaig filosòfic, conte, crònica i obres de teatre. Va morir a l'edat de 101 anys, el 20 d'abril de 2006.

## Premis i distincions
- Medalla d'Or en reconeixement dels seus 50 anys en la indústria del cinema atorgada per la Societat Mexicana de Directors i Realitzadors de Cinema, Ràdio, Televisió i Audiovisuals el 1990.
- Ariel d'Or, el 1993.
- Presea de la Filmoteca, atorgada per la Filmoteca de la Universitat Nacional Autònoma de Mèxic (UNAM) el 1995.
- Deessa de Plata, en reconeixement de la seva labor com a pioner del cinema mexicà el 1997.
- Medalla Salvador Toscano al mèrit cinematogràfic en 2001.

## Obra filmográfica
Va ser director de més de cinquanta pel·lícules i va escriure cinquanta-sis guions cinematogràfics, entre algunes de les seves obres es troben:

### Productor
- El Peñón de las Ánimas (1943)
- Piña madura (1950)
- La marquesa del barrio (1951)
- Ahí viene Martín Corona (1952)
- La loca (1952)
- Escuela de música (1955)
- Cuidado con el amor (1954)
- La odalisca N° 13 (1958)
- El dolor de pagar la renta (1960)
- Rebelde casa pecado (1960)
- Ven a cantar conmigo (1967)
- El pecado de Adán y Eva (1969)
- El médico módico (1969)
- Espérame en Siberia, vida mía (1971)
- Capulina contra los vampiros (1971)
- Me escapé de la Isla del Diablo (1973)

### Director
- Rosario (1935)
- El Peñón de las Ánimas (1942)
- Soledad (1947)
- Piña madura (1950)
- Ahí viene Martín Corona (1952)
- El enamorado (1952)
- Necesito dinero (1952)
- Ansiedad (1953)
- Cuidado con el amor (1954)
- Escuela de música (1955)
- Juana Gallo (1961)
- Juan Colorado (película) (1966)
- El pecado de Adán y Eva (1967)
- Capulina Corazón de león (1968)
- Jesús, nuestro Señor (1969)
- Jesús, el niño Dios (1970)
- Jesús, María y José (1970)

### Escriptor
- Ansiedad (1953)
- El Peñón de las Ánimas (1943)
- Una carta de amor (1943)
- Si me han de matar mañana (1947)
- Piña madura (1950)
- La marquesa del barrio (1951)
- El enamorado (1952)
- Escuela de música (1955)
- Cuidado con el amor (1954)
- Jesús, el niño Dios (1970)
- La vida de nuestro Señor Jesucristo (1986)

### Obres publicades com a escriptor de literatura
- 50 madrigales
- Voces de amor
- Drenaje profundo
- Sin miedo a la verdad
- Yo, Diógenes